# Marienwerder, Barnim
För andra betydelser, se Marienwerder.
Marienwerder (tyska: [maˌʁiːənˈvɛʁdɐ]
 ( lyssna)) är en kommun och ort i Tyskland, belägen i Landkreis Barnim i förbundslandet Brandenburg. Kommunen administreras som en del av kommunalförbundet Amt Biesenthal-Barnim, med säte i den närbelägna staden Biesenthal.

## Geografi
Ortens centrum ligger mellan två parallella kanaler, Oder-Havelkanalen i norr och den äldre Finowkanalen i söder.

## Historia
Orten grundades som spinneriby under Fredrik II av Preussen 1746.

## Kommunikationer
Orten ligger vid Oder-Havelkanalen och tre av kanalens slussar är belägna i kommunen. Norr om orten passerar förbundsvägen Bundesstrasse 167 (Liebenwalde - Eberswalde), som via trafikplatsen Finowfurt öster om orten sammanbinds med motorvägen A11.